# Penta Geyser
Penta Geyser est un geyser de type « cône » situé dans le Upper Geyser Basin dans le parc national de Yellowstone aux États-Unis. Il se trouve à quelques mètres du chemin lié à Spasmodic Geyser.
Penta est situé dans le complexe Sawmill avec Sawmill Geyser et Spasmodic Geyser. Son nom provient du grec penta (« cinq ») donné en référence aux cinq évents qu'il possède. En raison de son emplacement dans le complexe Sawmill, Penta a une relation très étroite avec l'activité de Sawmill Geyser et des autres geysers situés à proximité. Les éruptions de Penta commencent généralement lorsque les niveaux d'eau dans le complexe augmentent. Cela se produit généralement après Spasmodic, et parfois après le début des éruptions de Tardy Geyser. Avant une éruption, l'eau s'accumule près de Penta et peut couler vers Sawmill. Il arrive que ce dernier commence son éruption, ce qui a pour effet de vider l'eau de Penta sans que celui-ci n'ait pu entrer en éruption. Penta entre généralement en éruption avec Spasmodic et se termine quelques minutes après la fin de son éruption.
Les éruptions sont en général infréquentes. Lorsqu'elles sont plus fréquentes, on dit que le complexe Sawmill est en mode « Penta-Churn ». Durant ces périodes, il peut entrer en éruption plusieurs fois par jour.
Les éruptions consistent en des jets provenant de l'évent principal et atteignant plus de 7 m, ainsi que des plus petits jets provenant des autres évents et atteignant 1 m. Les éruptions durent de 30 minutes à plus de 2 heures. Penta possède un autre type d'éruption, qui consiste principalement en la libération de vapeur et de petites quantités d'eau. Ces éruptions en « phase vapeur » sont assez rares et durent généralement moins de 10 minutes.
À la suite du tremblement de terre d'Hebgen Lake en 1959, le geyser est entré en éruption sans discontinuer pendant deux jours.
Pendant un moment, Penta était connu sous le nom de Handsaw.